# 淺水灣酒店
淺水灣酒店原是香港淺水灣的一家酒店，位於淺水灣道109號，現址為影灣園。

## 歷史
淺水灣酒店建於20世紀初期完工於1920年，佔地6萬2千平方呎，是香港相當具有歷史意義的觀光酒店，與九龍尖沙咀半島酒店齊名。酒店具有濃厚英式風格，又融入東方特色。
1941年12月8日香港保衛戰爆發，隨著入侵香港的日軍深入香港島，酒店成為駐港英軍避免在淺水灣被東西分割的重要防守據點，酒店外圍於20日至22日期間爆發多輪激戰，日軍憑人數及火力優勢向酒店包圍進迫，由於當時仍有大批婦孺在酒店內滯留，住客即使離開酒店亦無處可躲，為免加劇平民傷亡，英軍最終放棄在酒店布防，主動撤離酒店並容許住客向日軍投降。香港淪陷後，日軍將酒店改為醫院及療養中心，供日本佔港軍政高層使用。
香港重光後，恢復作為酒店用途，直至1982年拆卸，重建為影灣園。1986年，模仿舊有建築特色的新露台餐廳落成，該餐廳因張愛玲的《傾城之戀》而聞名，提供高規格的餐點和英式下午茶。

## 知名住客
淺水灣酒店曾招待過不少名人，包括諾貝爾文學獎得主海明威、愛爾蘭文豪蕭伯納、美國影星馬龍伯蘭度、英國芭蕾舞蹈家瑪格·芳登及西班牙胡安·卡洛斯一世等。而其酒店更曾在《榮歸》及《生死戀》這兩部荷李活電影入鏡。

## 外部連結
- 淺水灣花園大廈 - 城市夢見街 （页面存档备份，存于）